# Lengyelország Nemzeti Újjászületése
Lengyelország Nemzeti Újjászületése (lengyelül: Narodowe Odrodzenie Polski, rövidítve: NOP) nemzeti radikális és nacionalista politikai párt Lengyelországban. Tagja az Európai Nemzeti Frontnak és a Nemzetközi Harmadik Út szervezeteknek. Vezetője Adam Gmurczyk.
1981-ben alapították egy nacionalista témájú előadáson. 1992-ben jegyeztette be magát pártként Lengyelországban.
A NOP a legrégibb lengyel nacionalista szervezet a második világháború óta.